# Yana Kasova
Yana Kasova (en bulgare : Яна Касова ; né le 13 août 1981) est un athlète bulgare spécialiste du 100 mètres haies. 

## Biographie

### Palmarès
| Date | Compétition           | Lieu   | Résultat | Performance |
| ---- | --------------------- | ------ | -------- | ----------- |
| 2002 | Championnats d'Europe | Munich | 3e       | 12 s 91     |

### Records
| Épreuve          | Performance | Lieu            | Date         |
| ---------------- | ----------- | --------------- | ------------ |
| 100 mètres haies | 12 s 75     | Banská Bystrica | 23 juin 2002 |